# The War Report
The War Report è l'album d'esordio del duo hip hop statunitense Capone-N-Noreaga. Pubblicato il 17 giugno 1997, è distribuito da Penalty, Tommy Boy e dalla Warner Bros. Records. All'album partecipano anche i Mobb Deep e Busta Rhymes. Nonostante la sua forte connotazione underground, l'album ottiene un ottimo successo commerciale, arrivando alla ventunesima posizione della Billboard 200 e al quarto posto tra gli album R&B/Hip-Hop.
| Recensione | Giudizio |
| ---------- | -------- |
| AllMusic   | [ 1 ]    |
| The Source | [ 2 ]    |

## Tracce
1. Intro (featuring Tragedy Khadafi) – 1:32 (musica: Charlemagne Mixato da Pacman.)
2. Bloody Money – 4:33 (musica: EZ Elpee Mixato da Ken Ifill.)
3. Driver's Seat (featuring Imam T.H.U.G. & Busta Rhymes) – 3:40 (musica: Carlos Broady, Nashiem Myrick Mixato da Nashiem Myrick.)
4. Stick You (featuring Tragedy Khadafi) – 4:43 (musica: Naughty Shorts Mixato da Capone-N-Noreaga.)
5. Parole Violators (featuring Havoc & Tragedy Khadafi) – 2:30 (musica: Tragedy Khadafi Mixato da Havoc.)
6. Iraq (See the World) (featuring Castro, Musolini, Mendosa & Troy Outlaw) – 5:33 (musica: EZ Elpee Mixato da Ken Ifill.)
7. Live On, Live Long – 4:50 (musica: G-Money Mixato da G-Money e da Pacman.)
8. Neva Die Alone (featuring Tragedy Khadafi) – 3:23 (musica: Buckwild Mixato da Pacman.)
9. T.O.N.Y. (Top of New York) (featuring Tragedy Khadafi & Shawn Brown) – 4:28 (musica: Carlos Broady, Nashiem Myrick Mixato da Rich July.)
10. Channel 10 (featuring Tragedy Khadafi) – 3:21 (musica: Lord Finesse Mixato da Pacman.)
11. Capone Phone Home (Interlude) – 1:43
12. Thug Paradise[3] (featuring Tragedy Khadafi) – 3:30 (musica: Charlemagne Mixato da Pacman.)
13. Capone Bone – 3:37 (musica: Marley Marl)
14. Halfway Thugs – 3:13 (musica: Charlemagne Mixato da Pacman.)
15. L.A L.A (Kuwait Mix) (featuring Mobb Deep et Tragedy Khadafi) – 4:49 (musica: Marley Marl)
16. Capone-N-Noreaga Live (Interlude) – 2:43
17. Illegal Life (featuring Havoc & Tragedy Khadafi) – 3:49 (musica: Tragedy Khadafi Mixato da Chris Conway e da Stretch Armstrong.)
18. Black Gangstas (featuring Tragedy Khadafi) – 2:59 (musica: Buckwild Mixato da Pacman.)
19. Closer (featuring Nneka) – 4:04 (musica: DJ Clark Kent Mixato da Kenny Ortiz.)
20. Capone Phone Home (Outro) – 1:33

Durata totale: 70:33

## Campionamenti
- Bloody Money
  - Impeach the President dei the Honey Drippers
  - Philadelphia Morning di Bill Conti
- Capone Bone
  - Step into Our Life di Roy Ayers
  - Cruisin' di D'Angelo
- L.A., L.A. (Kuwait Mix)
  - The Letter di Al Green
  - New York, New York dei Grandmaster Flash & the Furious Five
- Iraq (See the World)
  - Night Song di Noel Pointer
- T.O.N.Y (Top of New York)
  - Speak Her Name di Walter Jackson
- Live On, Live Long
  - Who's Gonna Take The Blame di Smokey Robinson & The Miracles
- Closer
  - Closer Than Friends di Surface
  - Promise Me di Luther Vandross
- Channel 10
  - M5 (SK 7) di Roy Budd
- Stick You
  - Orange Was the Color of Her Dress, Then Silk Blues di Charles Mingus
- Halfway Thugs
  - A Change Is Gonna Come di Aretha Franklin
  - Only Because of You di Roger Hodgson
- Black Gangstas
  - Olhos De Gato di Gary Burton
- Driver's Seat
  - Do the Thing That's Best You di Willie Hutch
- Stay Tuned
  - Theme From S.W.A.T. dei Rhythm Heritage

## Classifiche

### Classifiche settimanali
| Classifica (1997)         | Posizione massima |
| ------------------------- | ----------------- |
| Stati Uniti               | 21                |
| US Top R&B/Hip-Hop Albums | 4                 |